# Rizz
Rizz is een internetslangwoord dat wordt gedefinieerd als "stijl, charme of aantrekkelijkheid; het vermogen om een romantische of seksuele partner aan te trekken"; het is ontstaan als een afkorting van het woord charisma.  De uitdrukking werd in 2021 populair gemaakt buiten de Afro-Amerikaanse gemeenschap door de Amerikaanse YouTuber en Twitch- streamer Kai Cenat, maar in de volksmond werd de uitdrukking al veel langer gebruikt. Het werd vervolgens viraal op de sociale media-applicatie TikTok .  Dit had tot gevolg dat mensen van jongere generaties, voornamelijk van Generatie Z (mensen geboren tussen 1997 en 2012), het veelvoudig gingen gebruiken. Oxford University Press benoemde het tot woord van het jaar 2023. 